# 시네마 선샤인
시네마 선샤인(일본어: シネマサンシャイン 시네마산샤인[*], 영어: Cinema Sunshine)는 일본의 영화관 체인이다. 사사키 흥업 주식회사가 경영한다.